# 谷氨酰胺
麩醯胺酸（glutamine，縮寫 Gln，符號 Q）是一種非必需胺基酸與條件必需胺基酸，且是唯一一種可直接通過腦血管障壁（BBB）的胺基酸。在人體中儲存於骨骼肌或血液中。在人血中，麩醯胺酸是含量最豐富的游離胺基酸，且是產生穀胱甘肽的重要基質。
當受傷或患病時，人体就可能需要藉由攝取含谷氨酰胺的食物來獲得足夠的量，故称条件必需氨基酸。肠道激活免疫细胞，肾细胞以及癌细胞消耗最多谷氨酰胺。生物体通过穀氨酰胺合成酶催化穀氨酸和铵盐反应生成穀氨酰胺。
对应的密码子：CAA 或者 CAG。

## 性質

### 食物中含量
除了味精以外，左旋穀胺醯酸可藉由攝取牛肉、牛奶（奶製品）、雞肉、雞蛋、魚肉、穀類、甘藍菜、甜菜根、豆類、菠菜和西洋芹等獲取。果菜汁或發酵食物（如：味噌）中也有少量的左旋麩醯胺酸。

### 功能
在生化領域有多種應用，包括:
1. 合成DNA的基質之一。
2. 在合成蛋白質扮演重要角色。
3. 為腸道細胞的主要能量來源。
4. 為快速分裂的免疫細胞的前導物質，故可增強免疫力。
5. 在腎臟中藉由生成氨來達成酸鹼值平衡。
6. 腦細胞的替代能量來源，並可阻止由皮質醇導致的蛋白質的分解。

此外，針對不能進食的外科病人，手術後給予的靜脈營養液裡就含有豐富的穀氨醯胺（以及精氨酸、ω-3脂肪酸等等），除了增強免疫力避免感染，也加快病人的復原。
谷氨酰胺漱口水可能有助于预防接受化疗者的口腔黏膜炎，但静注谷氨酰胺似乎对预防胃肠道黏膜炎无效。
一项研究发现，与智力障碍相关的蛋白质SLC6A17能且只能向神经细胞突触囊泡(SV)中转运谷氨酰胺，这提示谷氨酰胺可能具有神经递质功能，但该猜想需要得到进一步论证。

## 外部連結
- Glutamine spectra（页面存档备份，存于） acquired through mass spectroscopy